# Вебер, Марек
Ма́рек Ве́бер (нем. Marek Weber; 25 октября 1888, Лемберг, Австро-Венгрия — 9 февраля 1964, Чикаго) — немецкий скрипач, руководитель эстрадного оркестра.

## Биография
В 1906 году Вебер поехал в Берлин учиться в Консерватории Штерна. В 1908 году у Вебера уже был свой первый оркестр, а с 1914 года он управлял салонным оркестром берлинского отеля «Adlon». С начала 1920-х годов танцевальный оркестр Марека Вебера стал записываться для Parlophon, затем для Deutsche Grammophon и с 1926 года для Electrola. В эти годы оркестр Вебера был одним из самых популярных в Европе. Репертуар оркестра был типичным для своего времени: польки, вальсы, танго, фокстроты и тому подобное, и хотя сам Вебер недолюбливал современный ему джаз, в составе ансамбля работали лучшие музыканты-джазмены берлинской сцены. Имя Вебера было на афишах почти всех крупных отелей Берлина. Начиная с 1930 года Вебер время от времени снимал фильмы, но в основном он оставался связанным с ночной жизнью Берлина.
Из-за еврейского происхождения, а также из-за того, что многие исполняемые его оркестром произведения стали при нацизме клеймиться как «дегенеративная музыка», Вебер разделил судьбу других музыкантов, исключённых из рядов Имперской музыкальной палаты. В 1933 году он эмигрировал из Германии. Через Лондон он выехал в США, где какое-то время выступал с оркестром и завоевал славу «короля вальсов на радио».
После Второй мировой войны Марек Вебер завёл ферму и вёл уединённый образ жизни. Свои скрипки он подарил Музыкальной школе (консерватории) Индианского университета.